# Bidad (Album)
Bidad ist ein 1985 erschienenes Album mit gemeinsamen Werken von Parviz Meshkatian und Mohammad Reza Shajarian. Dieses Album besteht aus zwei Teilen, der erste Teil wurde  von Parviz Meshkatian komponiert und der zweite Teil wird von Gholam Hossein Bigjekhani gespielt, und Mohammad Reza Shajarian ist der Sänger beider Teile.
Die Texte dieses Albums stammen von den Dichtern Hafis und Saadi. Bidad ist eine Komposition der klassischen persischen Musik, die durch das Dastgāh-Tonleitersystem charakterisiert ist. Daher stammt auch der Name  des Albums. Bīdād (wörtlich „Unrecht“) ist ein Melodietyp (guscheh, gūša) im modalen System (dastgāh) Homāyūn. Das Album gilt als das bedeutendste im Dastgah-e Homāyun komponierte Werk.

## Entstehungsgeschichte
Mit Mohammad Reza Lotfi und Nasser Farhangfar hatte Shajarian bereits 1976 einen Auftritt beim Schiras-Kunstfestival, bevor die Islamische Revolution sowohl öffentliche Auftritte als auch Aufnahmen erschwerte.
Sharjarian trat am 4. März 1981, wenige Wochen nach Ende der Geiselnahme von Teheran mit Lotfi im Deutschen Kulturzentrum in Teheran auf. Das Konzert wurde tontechnisch aufgezeichnet, aber erst 1996 mit dem Titel The Abu-Ata Concert vom amerikanischen Label Kereshmeh Records veröffentlicht.
Der erste Teil Bidad wurde 1982 eingespielt und umfasst die Titel Mogadameh bis Tasnif Yad Bad. Er ist komplett im modalen System Homayun gehalten.
Zum Ensemble für die Aufnahmen gehörten neben Meshkatian als Leiter des Ensembles und an der Santur:
Mohammad Reza Lotfi (Tar), Nasser Farhangfar (Tombak), Zeidollah Tolou'i (Tar), Jamshid Andalibi (Nay), Ardeshir Kamkar (Kamantsche), Arsalan Kamkar (Barbat) und Farrokh Mazhari (Bass-Tar).
1983 gaben Sharjarian, Lotfi, Farhangfar und Meshkatian in der italienischen Botschaft in Teheran zusammen ein Konzert. Auch dieses wurde aufgezeichnet und 1985 unter dem Titel Astan-e Janan veröffentlicht.
Der zweite Teil Homayun wurde im Dezember 1984 eingespielt und wird durch ein rhythmisches Vorspiel (Daramad) eingeleitet und endet ebenfalls mit einer Ballade (Tasnif). Dieser Teil fluktuiert zwischen Homayun und Shur.
Shajarian wird von Bigjekhani an der Tar und von Jamschid Mohebbi an der Tombak begleitet.
Ursprünglich mit dem Titel Bidad (Homayun) im Jahr 1985 von Delawaz Records veröffentlicht, hat sich jedoch der kürzere Titel Bidad durchgesetzt und wurde dann auch bei Wiederveröffentlichungen verwendet. 1996 veröffentlichte das französische Musiklabel Al Sur das Album in unveränderter Form mit dem verkürzten Titel Bidad und Linernotes in Französisch und Englisch. Im Jahr 2005 wurde der erste Teil vom Musiklabel World Music als Bidad neu veröffentlicht.

## Songverzeichnis
| Nr. | Titel                   |       | Länge |
| --- | ----------------------- | ----- | ----- |
| 1.  | Moghadameh              | 7:33  |       |
| 2.  | Saz o Avaz              | 14:56 |       |
| 3.  | Ghete-ye Sozo Godaz     | 2:37  |       |
| 4.  | Edamehyeh Sazo Avaz     | 5:18  |       |
| 5.  | Tasnif Yad Bad          | 4:42  |       |
| 6.  | Pishdaramade Homayun    | 3:31  |       |
| 7.  | Chaharmezrab Homayoun   | 1:03  |       |
| 8.  | Sazo Avaz dow           | 11:05 |       |
| 9.  | Chahar Mezrab Bidad     | 1:20  |       |
| 10. | Edamehyeh Sazo Avaz dow | 3:05  |       |
| 11. | Chaharmezrab Oshagh     | 1:32  |       |
| 12. | Sazo Avaz se            | 10:56 |       |
| 13. | Edamehyeh Sazo Avaz se  | 1:11  |       |
| 14. | Tasnife Halaka Man      | 4:40  |       |